# Джейсон Лі
Джейсон Майкл Лі (англ. Jason Michael Lee, нар. 25 квітня 1970) — американський кіноактор, а також професійний скейтбордист.

## Біографія
Джейсон Лі народився 25 квітня 1970 року в Каліфорнії. У дитинстві, як і багато підлітків, Джейсон захопився скейтбордінгом, у віці тринадцяти років почав виступати на змаганнях, а до вісімнадцяти років вже вважався професіоналом, і був відомий у спортивних колах виконанням так званого 360flip.
Приблизно в цей же період Джейсон разом з другом, Крісом Пастрасом, створює компанію з виробництва скейтборду — Stereo Sound Agency.

## Кар'єра
У першій половині 1990-х актор-початківець знявся в декількох музичних кліпах.
На екрані Джейсон Лі вперше з'явився в короткому епізоді в драмі «Моє шалене життя» (1993), після чого послідувало запрошення на більш серйозну роль у фільмі Кевіна Сміта «Лобурі» (1995).
Однак по-справжньому відомим актор став після участі в наступному фільмі Сміта — «У гонитві за Емі», де його партнером по майданчику став сам Бен Аффлек. Блискуче зіграна роль призвела до того, що Джейсон Лі взяв участь майже в усіх фільмах Кевіна Сміта. Найбільш комерційно успішними з них є комедії «Догма» (1999) і «Джей і мовчазний Боб завдають удару у відповідь» (2001).
У 2001 році Джейсон Лі отримав роль у фільмі Кемерона Кроу «Ванільне небо», у якому зіграв друга головного героя. Зйомки в оточенні таких зірок, як Том Круз, Пенелопа Крус, Кемерон Діаз, не пройшли дарма — після цього фільму йому стали пропонувати великі ролі.
Перша головна роль дісталася Джейсону у фільмі «Серцеїдки»: він грає романтичного власника пляжного бару, який абсолютно випадково зустрічається з юною аферисткою (Дженніфер Лав Г'юїтт) і, всупереч усім правилам, закохується в цю невгамовну особу. Легка комедія з невибагливим сюжетом була добре зустрінута як глядачами, так і кінокритиками. Причому останні, серед іншого, відзначили й хорошу гру акторів.
У 2003 році Лі знявся в черговій ролі першого плану — в екранізації роману Стівена Кінга «Ловець снів», а в 2005 році продюсери телеканалу NBC запросили актора на головну роль у новому комедійному серіалі «Мене звати Ерл». Серіал мав приголомшливий успіх, а Джейсон Лі був номінований на «Золотий глобус» як найкращий актор телесеріалу.

## Фільмографія
| Рік  |     | Українська назва                                | Оригінальна назва                         | Роль                                                            |
| ---- | --- | ----------------------------------------------- | ----------------------------------------- | --------------------------------------------------------------- |
|      | ф   | препродукція                                    | Twilight of the Mallrats                  | Броді Брюс                                                      |
| 2021 | мс  |                                                 | The Harper House                          | Фредді Гарпер (голос, 10 епізодів)                              |
| 2020 | тф  |                                                 | Valley Trash                              |                                                                 |
| 2020 | мф  | Ми звичайні ведмеді: Фільм                      | We Bare Bears: The Movie                  | Чарлі (голос)                                                   |
| 2019 | ф   | Джей та Мовчазний Боб: Перезавантаження         | Jay and Silent Bob Reboot                 | Броді Брюс / Бенкі Едвардс (англ. Brodie Bruce / Banky Edwards) |
| 2014 | ф   | Підстава                                        | Behaving Badly                            | батько Крамінс                                                  |
| 2011 | мф  | Елвін та бурундуки 3                            | Alvin and the Chipmunks: Chipwrecked      | Девід (англ. Dave Seville)                                      |
| 2011 | ф   | Замкнуте коло                                   | Columbus Circle                           | Чарлі (англ. Charlie)                                           |
| 2011 | ф   | Інша сторона                                    | The Other Side                            | Мортімер (англ. Mortimer Flybait)                               |
| 2011 | мф  | Ковчег Ноя                                      | Noah's Ark: The New Beginning             | Ной (англ. Noah)                                                |
| 2010 | ф   | Парочка копів                                   | Cop Out                                   | Рой (англ. Roy)                                                 |
| 2009 | мф  | Елвін та бурундуки 2                            | Alvin and the Chipmunks: The Squeakquel   | Девід (англ. Dave Seville)                                      |
| 2008 | тф  | Celebrity Family Feud                           | Celebrity Family Feud                     |                                                                 |
| 2007 | мф  | Елвін та бурундуки                              | Alvin and the Chipmunks                   | Девід (англ. Dave Seville)                                      |
| 2007 | док |                                                 | The Man Who Souled the World              |                                                                 |
| 2007 | мф  | Суперпес                                        | Underdog                                  | Суперпес (озвучування) (англ. Underdog)                         |
| 2006 | мф  | Будинок-монстр                                  | Monster House                             | Боунз (англ. Bones)                                             |
| 2006 | док | Rising Son: The Legend of Christian Hosoi       | Rising Son: The Legend of Christian Hosoi |                                                                 |
| 2006 | ф   | Клерки 2                                        | Clerks II                                 | Ленс Даудс (англ. Lance Dowds)                                  |
| 2005 | ф   | Убивча сексуальність                            | Drop Dead Sexy                            | Френк (англ. Frank)                                             |
| 2005 | ф   | Балада про Джека і Роуз                         | The Ballad of Jack and Rose               | Грей (англ. Gray)                                               |
| 2005 | мф  | Джек-Джек атакує                                | Jack-Jack Attack                          | Синдром (Бадді Пайн), голос (англ. Syndrome / Buddy Pine)       |
| 2004 | мф  | Суперсімейка                                    | The Incredibles                           | Синдром (Бадді Пайн), голос (англ. Syndrome / Buddy Pine)       |
| 2004 | ф   | Дівчина з Джерсі                                | Jersey Girl                               | (англ. PR Exec #1)                                              |
| 2004 | док | О, яка мила чайна вечірка!                      | Oh, What a Lovely Tea Party               |                                                                 |
| 2003 | ф   | Два життя Ґрея Еванса                           | I Love Your Work                          | Ларрі Гортенз (англ. Larry Hortense)                            |
| 2003 | ф   | Ловець снів                                     | Dreamcatcher                              | Джо Кларенден, Бобер (англ. Beaver)                             |
| 2003 | ф   | Холостяцька вечірка                             | A Guy Thing                               | Пол (англ. Paul)                                                |
| 2002 | ф   | Пограбування Гарварду                           | Stealing Harvard                          | Джон Пламмер (англ. John Plummer)                               |
| 2002 | док | Stoked: The Rise and Fall of Gator              | Stoked: The Rise and Fall of Gator        |                                                                 |
| 2002 | ф   | Великі неприємності                             | Big Trouble                               | Паггі (англ. Puggy)                                             |
| 2001 | ф   | Ванільне небо                                   | Vanilla Sky                               | Браян Шелбі (англ. Brian Shelby)                                |
| 2001 | ф   | Джей і мовчазний Боб завдають удару у відповідь | Jay and Silent Bob Strike Back            | Броді Брюс / Бенкі Едвардс (англ. Brodie Bruce / Banky Edwards) |
| 2001 | ф   | Серцеїдки                                       | Heartbreakers                             | Джек Візров (англ. Jack Withrowe)                               |
| 2000 | ф   | Майже знамениті                                 | Almost Famous                             | Джефф Бебе (англ. Jeff Bebe)                                    |
| 1999 | ф   | Доктор Мамфорд                                  | Mumford                                   | Скіп Скіппертон (англ. Skip Skipperton)                         |
| 1999 | ф   | Догма                                           | Dogma                                     | Азраель (англ. Azrael)                                          |
| 1998 | ф   | Ворог держави                                   | Enemy of the State                        | Деніел Леон Завітц (англ. Daniel Zavitz)                        |
| 1998 | ф   | Американська кухня                              | American Cuisine                          | Лорен Колінз (англ. Loren Collins)                              |
| 1998 | ф   | Поцілунок понарошку                             | Kissing a Fool                            | Джей Мерфі (англ. Jay Murphy)                                   |
| 1997 | ф   | Місце під сонцем                                | A Better Place                            | Денніс Пеппер (англ. Dennis Pepper)                             |
| 1997 | ф   | У гонитві за Емі                                | Chasing Amy                               | Бенкі Едвардс (англ. Banky Edwards)                             |
| 1996 | ф   | Малюючи польоти                                 | Drawing Flies                             | Доннер (англ. Donner)                                           |
| 1995 | ф   | Тусовщики з супермаркету                        | Mallrats                                  | Броді Брюс (англ. Brodie Bruce)                                 |
| 1994 | ф   |                                                 | Chance and Things                         | інструктор танцю                                                |
| 1993 | ф   | Моє шалене життя                                | Mi Vida Loca                              | підліток-наркоман (англ. Teenage Drug Customer)                 |
| 1991 | ф   | Video Days                                      | Video Days                                |                                                                 |